# Песонен, Харри
Харри Песонен (фин. Harri Pesonen; род. 6 августа 1988, Муураме, Центральная Финляндия) — финский профессиональный хоккеист, нападающий швейцарского клуба «Лангнау Тайгерс» и сборной Финляндии. Олимпийский чемпион 2022 года, двукратный чемпион мира (2019 и 2022). 

## Биография
Родился в финском городе Муураме в 1988 году. Брат — Юсси Песонен, также профессиональный хоккеист. Харри воспитанник хоккейной школы клуба ЮП. Выступал за команду на молодёжных и юниорских чемпионатах Финляндии. В сезоне 2007/08 дебютировал в высшей лиге страны. С 2007 по 2012 год выступал за команду, параллельно выступая также в Первой лиге за клуб «Команда Д». В 2012 году подписал контракт с командой НХЛ «Нью-Джерси Девилз», выступал за фарм-клуб команды в АХЛ. В национальной лиге дебютировал 17 марта 2013 года в матче против «Монреаля». Всего в НХЛ за команду сыграл 4 матча.
Следующий сезон провёл в АХЛ, выступал за «Олбани Девилз». В 2014 году принял предложение швейцарского клуба «Лозанна». За четыре сезона в составе клуба сыграл 199 матчей в регулярном сезоне и плей-офф. В 2018—2020 годах выступал за команду «Лангнау Тайгерс».
8 мая 2020 года 32-летний Песонен перешёл в магнитогорский «Металлург», подписав двухлетний контракт, зарплата за сезон составляла около 40 млн рублей. Сыграл за новый клуб в КХЛ 33 матча и набрал 14 очков (6+8). 10 декабря 2020 года «Металлург» и Песонен расторгли контракт по обоюдному соглашению сторон. Клуб выплатил Песонену около 18 млн рублей, в том числе около 8 млн за сезон 2021/22.
23 декабря 2020 года подписал контракт до конца сезона с казанским «Ак Барсом». В регулярном сезоне 2020/21 провёл за «Ак Барс» 17 матчей и набрал 4 очка (1+3). В плей-офф сыграл 10 матчей и набрал 5 очков (1+4).
В середине июня 2021 года вернулся в «Лангнау Тайгерс», подписав двухлетний контракт. В сезоне 2021/22 сыграл 50 матчей за «Тайгерс» и набрал 44 очка (21+23).
В 2008 году выступал за юниорскую сборную Финляндии на чемпионате мира. В 2019 году был вызван в состав сборной страны на первенство планеты. Вместе с командой завоевал золото чемпионата мира. Отличился в финале турнира, забросив третью шайбу в ворота сборной Канады.